# Long Bredy and Kingston Russell

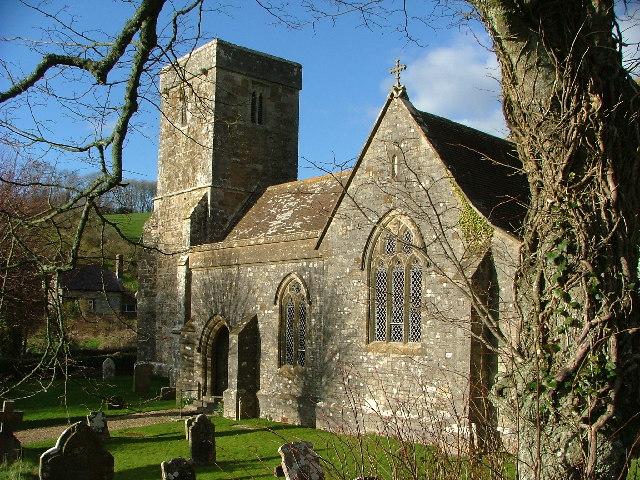
Long Bredy

Long Bredy and Kingston Russell är en civil parish i distriktet Dorset, i grevskapet Dorset, i England. Civil parish är belägen 11 km från Dorchester. Civil parishen inrättades den 1 april 2024 från Kingston Russell och Long Bredy. Civil parishes hade 237 invånare år 2001.